# Коппавелі (Грама Ніладхарі)
Грама Ніладхарі Коппавелі (№ 146A) — Грама Ніладхарі підрозділу ОС Еравур-Патту, округ Баттікалоа, Східна провінція, Шрі-Ланка.